# Kaitlyn Dever
Kaitlyn Dever   (Phoenix, 21 de desembre de 1996) és una actriu estatunidenca. Es va fer coneguda pels seus papers en sèries com Justified (2011-2015), Last Man Standing (2011-2021), Unbelievable (2019) i Dopesick (2021).
Dever ha tingut papers secundaris a les pel·lícules Bad Teacher (2011), The Spectacular Now (2013), Short Term 12 (2013), Detroit (2017), Beautiful Boy (2018), Dear Evan Hansen (2021) i Ticket to Paradise (2022). Els seus papers principals al cinema van ser a Them That Follow (2019), Booksmart (2019), Rosaline (2022) i No One Will Save You (2023).

## Filmografia

### Cinema
| Any  | Títol                                   | Rol               |
| ---- | --------------------------------------- | ----------------- |
| 2009 | An American Girl: Chrissa Stands Strong | Gwen Thompson     |
| 2011 | Bad Teacher                             | Sasha Abernathy   |
| 2011 | Cinema Verite                           | Michelle Loud     |
| 2011 | J. Edgar                                | Palmer's Daughter |
| 2013 | The Spectacular Now                     | Krystal           |
| 2013 | Short Term 12                           | Jayden Cole       |
| 2014 | Laggies                                 | Misty             |
| 2014 | Men, Women & Children                   | Brandy Beltmeyer  |
| 2017 | All Summers End                         | Grace Turner      |
| 2017 | We Don't Belong Here                    | Lily Green        |
| 2017 | Detroit                                 | Karen Malloy      |
| 2017 | Outside In                              | Hildy Beasley     |
| 2018 | The Front Runner                        | Andrea Hart       |
| 2018 | Beautiful Boy                           | Lauren            |
| 2019 | Them That Follow                        | Dilly Picket      |
| 2019 | Booksmart                               | Amy Antsler       |
| 2020 | Coastal Elites                          | Sharynn Tarrows   |
| 2021 | Dear Evan Hansen                        | Zoe Murphy        |
| 2022 | Ticket to Paradise                      | Lily Cotton       |
| 2022 | Rosaline                                | Rosaline          |
| 2023 | Next Goal Wins                          | Nicole Megaloudis |
| 2023 | No One Will Save You                    | Brynn             |
| 2023 | Good Grief                              | Lily Kayne        |

### Televisió
| Any     | Títol                          | Rol              |
| ------- | ------------------------------ | ---------------- |
| 2009    | Make It or Break It            | Adorable Girl    |
| 2009    | Modern Family                  | Bianca Douglas   |
| 2010    | Private Practice               | Paige            |
| 2010    | Party Down                     | Escapade Dunfree |
| 2011    | The Mentalist                  | Trina            |
| 2011–15 | Justified                      | Loretta McCready |
| 2011    | Curb Your Enthusiasm           | Kyra O'Donnell   |
| 2011–21 | Last Man Standing              | Eve Baxter       |
| 2019    | Unbelievable                   | Marie Adler      |
| 2020    | Home Movie: The Princess Bride | Westley          |
| 2020    | Monsterland                    | Toni / Jennifer  |
| 2021    | The Premise                    | Abbi Miller      |
| 2021    | Dopesick                       | Betsy Mallum     |
| 2024    | The Last of Us                 | Abby Anderson    |